# عفاف دمعة
عفاف دمعة مذيعة ومقدمة برامج لبنانية

## حياتها الخاصة
تخصّصت في الصحافة المكتوبة من الجامعة اللبنانية متزوجة ولديها ابنة اسمها  لين .

## مشوارها المهني
كان دخولها للتلفزيون عام 2001 إلى قناة الجديد نقطة البداية عملت كمقدّمة برنامج صباحي يومي بعدها قدمت برنامجا فنيا بعنوان نيوز كليبس.
عام 2010 إنتقلت إلى المؤسسة اللبنانية للإرسال لتقدم برنامجا اجتماعيا منوع مع عدة زميلات لها بعنوان حلوة ومرة إضافة لبرنامج رمضاني مع زميلتها نانسي ياسين تحول بعدها البرنامج لحلوة بيروت ثم حلوة الحياة عند انفصال ال بي سي الفضائية اللبنانية عن LBCI حتى نهاية العام 2013 توقف بعدها البرنامج وغابت لفترة عن الشاشة.
في 9 نوفمبر 2015 عادت إلى المؤسسة اللبنانية للإرسال لتقدم المجلة اليومية بتحلى الحياة بمشاركة عدة زميلات مع المنتجة رولا سعد.

## البرامج التي قدمتها
| البرنامج                          | القناة                           | العام          |
| --------------------------------- | -------------------------------- | -------------- |
| صباح الورد                        | قناة الجديد                      | 2001 - 2003    |
| آخر أخبار النجوم                  | قناة الجديد                      | 2004 -2005     |
| ألو مين                           | ال بي سي                         | رمضان 2010     |
| حلوة ومرة،حلوة بيروت، حلوة الحياة | ال بي سي                         | 2010-2013      |
| بتحلى الحياة                      | ال بي سي، قناة الانتشار اللبناني | 2015- حتى الآن |
| بتحلى برمضان                      | ال بي سي، قناة الانتشار اللبناني | رمضان 2019     |